# Charlie Bennett
Charles Wesley Bennett (* 21. November 1854 in Newcastle, Pennsylvania; † 24. Februar 1927 in Detroit, Michigan) war ein US-amerikanischer Catcher in der Major League Baseball (MLB).

## Karriere
Er spielte für 15 Saisons lang in der Major League als Catcher. Insgesamt bestritt er 1062 Spiele, erzielte 978 Hits, 55 Home Runs und 533 RBIs. Er hatte im Team der Detroit Wolverines in den ersten vier Jahren die höchste Slugging Percentage.
Neben seinen Fähigkeiten als Schlagmann, galt Bennett als einer der besten Defensivcatcher des 19. Jahrhunderts. Er führte die National League in der Statistik "Fielding percentage eines Catchers" siebenmal (1881, 1883, 1886, und 1888–1891). Weiterhin hatte er in der National League dreimal die meisten Double Plays und Putouts durch einen Catcher. Außerdem gilt er als Erfinder des Brustschutzes, einer speziellen Schutzausrüstung eines Catchers, der dessen Oberkörper schützt. Hierfür ließ er seine Frau eine mit Kork ausgekleidete Weste anfertigen, die er unter seiner Uniform trug.
Nachdem er 1878 bei den Milwaukee Grays und den Worcester Ruby Legs gespielt hatte, wechselte er für acht Saisons zu den Detroit Wolverines (1881–1888). Damit spielte er die ganze Zeit in der die Mannschaft existierte und wurde zu einem der bekanntesten Spielern Detroits des 19. Jahrhunderts. Der Einzige, der ebenso lang dem Team angehörte, war der Center Fielder Ned Hanlon.
Die letzten fünf Jahre seiner Karriere spielte er bei den Boston Beaneaters und gewann mit ihnen 1892 World Championship Series gegen die Cleveland Spiders.

### Statistiken
| Jahr | Runs | Hits | Home Runs | Batting average | RBIs | Slugging percentage |
| ---- | ---- | ---- | --------- | --------------- | ---- | ------------------- |
| 1878 | 16   | 45   | 1         | 12              | ,245 | ,310                |
| 1880 | 20   | 44   | 0         | 18              | ,228 | ,306                |
| 1881 | 44   | 90   | 7         | 64              | ,301 | ,478                |
| 1882 | 43   | 103  | 5         | 51              | ,301 | ,450                |
| 1883 | 56   | 113  | 5         | 55              | ,305 | ,474                |
| 1884 | 37   | 90   | 3         | 40              | ,264 | ,378                |
| 1885 | 49   | 94   | 5         | 60              | ,269 | ,456                |
| 1886 | 37   | 57   | 4         | 34              | ,243 | ,391                |
| 1887 | 26   | 39   | 3         | 20              | ,244 | ,400                |
| 1888 | 32   | 68   | 5         | 29              | ,264 | ,399                |
| 1889 | 42   | 57   | 4         | 28              | ,231 | ,328                |
| 1890 | 59   | 60   | 3         | 40              | ,214 | ,320                |
| 1891 | 35   | 55   | 5         | 39              | ,215 | ,332                |
| 1892 | 19   | 23   | 1         | 16              | ,202 | ,263                |
| 1893 | 34   | 40   | 4         | 27              | ,209 | ,304                |

## Zugunfall und Leben nach dem Sport
Nach der Saison 1893 ging Bennett mit dem Pitcher John Clarkson auf die Jagd. Bennet stieg aus dem Zug in Wellsville aus um sich mit einem Bekannten zu unterhalten. Als er in den Zug zurückwollte, rutschte er aus und geriet unter die Räder. Als Folge des Unfalls verlor er beide Beine. Seine Baseballkarriere war damit beendet.
Nach seinem Unfall zog Bennett nach Detroit, wo er einen Tabakladen besaß. Im Jahr 1896 wurde das damals neu erbaute Baseballstadion Bennett Park nach ihm benannt. Zur Eröffnung fing er den ersten Wurf im neuen Stadion. Dies wurde zur Tradition in Detroit, was Bennett bis 1926 in jedem Heimspiel fortführte.
Benett starb am 24. Februar 1927 im Alter von 72 Jahren in Detroit.